# Finlandssvensk samling
Finlandssvensk samling rf (FiSS) är en partipolitiskt obunden förening i Finland som kämpar för finlandssvenskarnas språkliga och mänskliga rättigheter. Föreningen grundades 2001. Den har ansetts ha en betydligt radikalare syn på hur språkfrågan skall skötas än de etablerade finlandssvenska institutionerna. Föreningen har betonat den territoriella aspekten av Finlands tvåspråkighet, internationella minoritetskonventioners betydelse för finlandssvenskarna och den vanliga finlandssvenskens engagemang. Ordförande för föreningen har varit: Gösta von Wendt, Ida Asplund och Juha Janhunen. År 2011 valdes Anna Ritamäki-Sjöstrand till ordförande. Medlemsantalet 2012 är 250 personer.[källa behövs]